# ISS Advance: International Superstar Soccer Advance
ISS Advance: International Superstar Soccer Advance (Jikkyou World Soccer Pocket 2) est un jeu vidéo de sport développé par KCEO et édité par Konami, sorti en 2002 sur Game Boy Advance.

## Accueil
- Eurogamer : 7/10[1]
- Jeux vidéo Magazine : 13/20[2]